# 城野ゆき
城野 ゆき（じょうの ゆき、1945年6月5日 - ）は、日本の元女優、歌手。本名：女井 和代（おない かずよ）。山口県萩市出身。身長162cm、バスト85cm（1966年9月）。

## 来歴
元々はデザイナー志望で、東京女子美術短期大学在学中にはファッションモデルのアルバイトをしていた。在学中に見たアメリカ映画『旅情』に感動して女優を志すようになる。短大卒業後、街でスカウトされ、東映に入社。1965年、『おんな番外地 鎖の牝犬』でデビュー。東映は"現代風健康的清純派女優"として売り出した。デビューして1年の間に10本の作品に出演し、1966年映画『地獄の野良犬』に、三田佳子の代役として梅宮辰夫の相手役に抜擢される。東映東京撮影所では、大原麗子と城野の二人を一押し若手女優と売り出しにかかったといわれる。東映の任侠路線が拡大すると「やくざ映画は生理的に嫌い」と公言したため出番を減らした。『命かれても』以降は干された。
このためテレビドラマに活躍の場を移し、『愛の夜明け』『誰よりも君を愛す』などのメロドラマに出演した。テレビもヤクザを扱うドラマが増えことから「これからは好き嫌いはいわない」と話し、嫌いなやくざもの『花と狼』(CX）にも出演した。また1968年に同じ東映出身の小川知子が歌手としても大きな成功を収めたため、同年7月、クラウンから「マイ・ダーリン東京」で歌手デビューし、"第二の小川知子"と注目されたがヒットはしなかった。
1967年、特撮テレビドラマ『キャプテンウルトラ』に、本作のヒロインで、パイオニアスクールの教官であるアカネ隊員役でレギュラー出演。当時のプロフィールでは「今まで大人向けの作品が多かったので戸惑いましたが、アクションものは好きなので一生懸命取り組んでいます」と述べている。
1968年にフリーとなり、松竹映画『霧にむせぶ夜』などに出演した。

## 人物
趣味は、スキューバダイビング、日本舞踊 、長唄。

## 出演

### 映画
- おんな番外地 鎖の牝犬（1965年、東映）
- 夜の悪女（1965年、東映）- 藤原みち江
- ギャング頂上作戦（1965年、東映）- 松岡ユリ
- 愛欲（1966年、東映）- 恭子
- 非行少女ヨーコ（1966年、東映）- ハルミ
- 続・おんな番外地（1966年、東映）- 吉井郁子
- 昭和残侠伝 唐獅子牡丹（1966年、東映）
- 可愛いくて凄い女（1966年、東映）- 榊美和子
- 地獄の野良犬（1966年、東映） - 矢島昌子
- 組織暴力（1967年、東映） - 河北玲子
- 花札渡世（1967年、東映） - 坂口鶴代
- 喜劇団体列車（1967年、東映）- 日高邦子
- 懲役十八年 仮出獄（1967年、東映） - 野沢圭子
- 夜の手配師（1968年、東映）- よし子
- 釧路の夜 (1968年、松竹) - 藤美奈子
- あゝ予科練（1968年、東映）- 雲竜荘の女・朝子
- 喜劇初詣列車（1968年、東映）- 細川房子
- 緋牡丹博徒 一宿一飯（1968年、東映）- 戸ヶ崎まち
- 命かれても（1968年、東映）- 政岡千津子
- 霧にむせぶ夜（1968年、松竹） - 町田礼子
- 妾二十一人 ど助平一代（1969年、東映）- 水島まち
- 極悪坊主 念仏三段斬り（1970年、東映）- 結城信乃
- 喜劇 あゝ軍歌（1970年、松竹）- ツネ子
- 喜劇 体験旅行（1970年、松竹）- 松井玲子
- ひらヒラ社員夕日くん ガールハントの巻（1970年、東宝）- 前田恵美
- 女子学園 ヤバい卒業（1970年、日活）- 杉原三枝子
- 蘇える大地（1971年、石原プロ）- 土屋幸子

### テレビドラマ
- 七人の孫（第2シーズン）（1965年 ‐ 1966年、TBS）
- スパイキャッチャーJ3（1965年 ‐ 1966年、NET）
- あいつとこいつ（1967年、NTV）
- キャプテンウルトラ（1967年、TBS） ‐ アカネ隊員
- 刑事さん 第1シリーズ 第4話「羽田発五一七便」（1967年、NET）
- 平四郎危機一発 第19話「俺は誰だ!」（1967年、TBS）‐ 大村順子
- 万事お金!（1967年 ‐ 1968年、TBS） ‐ ウメ子
- ローンウルフ 一匹狼（1967年 - 1968年、NTV） - 松本節子
- 流れる雲（1968年、NET）
- 大奥 第32話「刃傷お鈴廊下」・第33話「鮮血の誓い」・第34話「仇討ち神田祭」（1968年、KTV） ‐ 千絵
- 百年目の田舎っぺ（1968年、TBS） ‐ 高岡百合江
- 絢爛たる復讐（1969年、NET）- 久美
- 五人の野武士 第15話「剣豪 故郷へ行く」（1969年、NTV） ‐ 香織姫
- 愛の夜明け（1969年、NTV）
- 誰よりも君を愛す（1969年、NET）‐ 沙江子
- 花と狼（1969年、CX）
- 山河（1970年、NHK）
- ゴールドアイ 第9話「大暗殺集団」（1970年、NTV）
- 江戸川乱歩シリーズ 明智小五郎 第9話「緑衣の鬼」（1970年、12ch）
- 柳生十兵衛 第15話「長崎の唄が聞こえる」（1971年、CX）
- 女人武蔵（1971年、CX） - 由加
- てるてる坊主（1971年、CX）‐ 月丘円（まどか）
- 負けるが勝ち（1971年、NHK） ‐ 淳子
- 徳川おんな絵巻 第21話「雪サこんこん」・第22話「さいはての花開く」（1971年、KTV） ‐ お倫の方
- ザ・ガードマン（1971年、TBS） 
  - 第308話「結婚サギ師・責任とってもらいます」
  - 第319話「殴りこみホットパンツ大作戦」
- 江戸巷談・花の日本橋 第15話「はやみみ繁盛記」・第16話「お雪一番手柄」（1972年、KTV）
- 新・鬼平犯科帳 第20話「裏道の男たち」（1972年、NET） - お喜世
- 大江戸捜査網 第63話「過去を捨てた謎の女」（1972年、12ch） - お里
- 忍法かげろう斬り 第11話「幻の連発銃」（1972年、KTV） - 静香
- 愛よさよなら（1973年、CX）

## ディスコグラフィ

### シングル
| 発売日           | A/B面            | タイトル         | 作詞家           | 作曲家           | 編曲家           | 規格品番         |
| クラウンレコード | クラウンレコード | クラウンレコード | クラウンレコード | クラウンレコード | クラウンレコード | クラウンレコード |
| ---------------- | ---------------- | ---------------- | ---------------- | ---------------- | ---------------- | ---------------- |
| 1968.07.01       | A面              | マイダーリン東京 | 水沢圭吾         | 中川博之         | 高橋五郎         | CW-840           |
|                  | B面              | あなたのためいき | 水沢圭吾         | 中川博之         | 高橋五郎         | CW-840           |
| 1969.07          | A面              | 誰かおしえて     | みおたみずほ     | 中川博之         | 高橋五郎         | CW-956           |
|                  | B面              | なぜかしら       | 多木比佐夫       | 中川博之         | 高橋五郎         | CW-956           |
| 1970.04.01       | A面              | 経験             | 古木花江         | 中川博之         | 小杉仁三         | CW-1041          |
|                  | B面              | カトレヤの悩み   | 古木花江         | 中川博之         | 小杉仁三         | CW-1041          |